# Bob ai XIX Giochi olimpici invernali - Bob a due femminile
La gara di bob a due femminile ai XIX Giochi olimpici invernali si è disputata il 19 febbraio a Park City sulla pista dello Utah Olympic Park.

## Atleti iscritti
| America (6)                                   | America (6)                                  | America (6)                                |
| --------------------------------------------- | -------------------------------------------- | ------------------------------------------ |
| - Canada (2)                                  | - Stati Uniti (4)                            |                                            |
| Europa (24)                                   |                                              |                                            |
| - Germania (4) - Italia (2) - Paesi Bassi (4) | - Regno Unito (4) - Romania (2) - Russia (2) | - Svezia (2) - Svizzera (2) - Ungheria (2) |

## Risultati
| Posiz. | Nazione          | Atleti                                  | Manche1 | Manche2 | Totale  | Distacco |
| ------ | ---------------- | --------------------------------------- | ------- | ------- | ------- | -------- |
|        | Stati Uniti II   | Jill Bakken Vonetta Flowers             | 48"81   | 48"95   | 1'37"76 |          |
|        | Germania I       | Sandra Prokoff Ulrike Holzner           | 49"10   | 48"96   | 1'38"06 | +0"30    |
|        | Germania II      | Susi Erdmann Nicole Herschmann          | 49"19   | 49"10   | 1'38"29 | +0"53    |
| 4      | Svizzera         | Françoise Burdet Katharina Sutter       | 49"28   | 49"06   | 1'38"34 | +0"58    |
| 5      | Stati Uniti I    | Jean Racine Gea Johnson                 | 49"31   | 49"42   | 1'38"73 | +0"97    |
| 6      | Paesi Bassi I    | Eline Jurg Nannet Kiemel-Karenbeld      | 49"64   | 49"54   | 1'39"18 | +1"42    |
| 7      | Italia           | Gerda Weissensteiner Antonella Bellutti | 49"66   | 49"55   | 1'39"21 | +1"45    |
| 8      | Russia           | Viktoriya Tokovaya Kristina Bader       | 49"72   | 49"55   | 1'39"27 | +1"51    |
| 9      | Canada           | Christina Smith Paula McKenzie          | 49"60   | 49"75   | 1'39"35 | +1"59    |
| 10     | Paesi Bassi II   | Ilse Broeders Jeannette Pennings        | 49"70   | 49"67   | 1'39"37 | +1"61    |
| 11     | Gran Bretagna II | Michelle Coy Jackie Davies              | 49"77   | 49"78   | 1'39"55 | +1"79    |
| 12     | Gran Bretagna I  | Cheryl Done Nicola Gautier-Minichiello  | 50"10   | 49"79   | 1'39"89 | +2"13    |
| 13     | Ungheria         | Ildikó Stréhli Éva Kürti                | 49"99   | 49"92   | 1'39"91 | +2"15    |
| 14     | Svezia           | Karin Olsson Lina Engren                | 50"37   | 49"93   | 1'40"30 | +2"54    |
| 15     | Romania          | Erika Kovacs Maria Spirescu             | 50"12   | 50"62   | 1'40"74 | +2"98    |